# Яковлев, Сергей Тимофеевич
Сергей Тимофеевич Яковлев (1887—1956) — советский военно-морской деятель, инженерный работник, автор десятка трудов по живучести, непотопляемости и теории корабля, старший редактор управления Воениздата ВМФ СССР, инженер-капитан 1-го ранга (1940).

## Биография
Русский, беспартийный, из семьи крестьян деревни Тресково Новоторжского уезда Тверской губернии. Окончил Морское инженерное училище. В 1910 корабельный гардемарин-судостроитель, затем подпоручик флота. В 1914 произведён в штабс-капитаны корпуса корабельных инженеров. В РККФ с сентября 1919. В 1930-х годах — редактор литературы по кораблестроению и общетехническим вопросам Военно-морского издательства НКВМФ СССР. В 1927—1934 годах принимал участие в составлении «Технической энциклопедии» в 26-и томах под редакцией Л. К. Мартенса, автор статей по тематике «судостроение». В 1941 вступил в ряды ВКП(б). В годы Великой Отечественной войны являлся старшим редактором Управления Военмориздата. Согласно аттестации считался самым передовым, работоспособным и культурным редактором издательства.
Скончался в 1956 году, похоронен на Большеохтинском кладбище в Санкт-Петербурге.

### Звания
- Подпоручик императорского флота;
- Штабс-капитан корпуса корабельных инженеров (6 декабря 1914);
- Инженер-флагман 3-го ранга (4 января 1940);[4][5]
- Инженер-капитан 1-го ранга (8 июня 1940)[6].

### Награды
- Орден Красного Знамени;
- Орден Отечественной войны 2-й степени (1943);
- Медаль «За оборону Ленинграда» (1943);
- Медаль «За победу над Германией в Великой Отечественной войне 1941—1945 гг.».

## Публикации
За 4 года работы отредактировал около 250 рукописей с общим количеством примерно 1200 листов. Редакторские нормы систематически выполнял на 200—300 %. За время войны выпущено до 100 наименований книг, большой раздел по кораблеустройству к справочнику командира, исследовательская работа по речным боевым кораблям и теоретический раздел по устройству корабля к учебнику «Основы морского дела».
- Яковлев С. Т. Геометрия и механика корабля. — М.; Л.: Водный транспорт, 1939. — 312 с.
- Яковлев С. Т. Беломорско-Балтийский водный путь и что должен знать о нём каждый железнодорожник мурманец / ред. А. Парижский. — Л.: Научно-инженерно-техническое общество Мурманской железной дороги, 1934. — 42 с.
- Яковлев С. Т. Непотопляемость : Лекции, читанные в 1929 г. корабельным инженером Яковлевым на Кораблестроительном факультете ЛПИ им. М. И. Калинина. — Л.: Написано от руки. Литография, 1929. — 28 с.
- Яковлев С. Т. Непотопляемость надводных кораблей. — 2-е изд.. — М.: Государственное военное издательство, 1937. — 360 с. — (Библиотека командира).
- Яковлев С. Т. Теория корабля : (Для студентов втузов и техникумов). — М.; Л.: Гостранстехиздат, 1938. — 256 с.
- Яковлев С. Т. Кораблекрушения и аварии в парусном флоте. — М.: Военное издательство, 1949. — 167 с. — (Суда парусные).
- Яковлев С. Т. Разбивка судов на плазе и изготовление шаблонов. — М.; Л.: Государственное научно-техническое издательство, 1931. — 135 с. — (За рабочим станком. Для рабочих высшей квалификации ; № 102).
- Яковлев С. Т. Устройство и теория корабля .... — М.: Государственное военное издательство, 1932. — 152 с.
- Яковлев С. Т. Кораблеустройство и трюмное дело: (Курс Механического отделения Военно-морского инженерного училища им. Дзержинского). — Л.: Управления военно-морских сил РККА, 1928.
- Яковлев С. Т. Разбивка судов на плазе. — М.: Оборонгиз, 1945. — 124 с. — (Библиотека рабочего судостроительной промышленности).

## Семья
- Сын — Яковлев, Юрий Сергеевич (1920—1982) — учёный в области теории подводного ядерного взрыва, доктор технических наук, профессор, Заслуженный деятель науки и техники РСФСР, вице-адмирал.